# حزب الزراع الفلسطيني

حزب الزراع الفلسطيني حزب سياسي فلسطيني سابق، تأسس في 1924. كان من أهم أسباب نشؤه شعور أهل الريف والبدو بأن أهل المدن لهم نصيب الأسد في شتى المجالا السياسية والاقتصادية وضرورة وجود حزب ينادي بمطالب هؤلاء على ان يكون حزبا له تأثير قوي على الحكومة للمطالبة بالحقوق.
كانت عضوية الحزب من القرويين والمزراعين ومن نخبة من كبار الإقطاعيين والتجار.